# Burckhardt (cràter)
Burckhardt és un cràter d'impacte que es troba a la part nord-est de la Lluna, entre els cràters Geminus (just al nord) i Cleomedes (al sud).

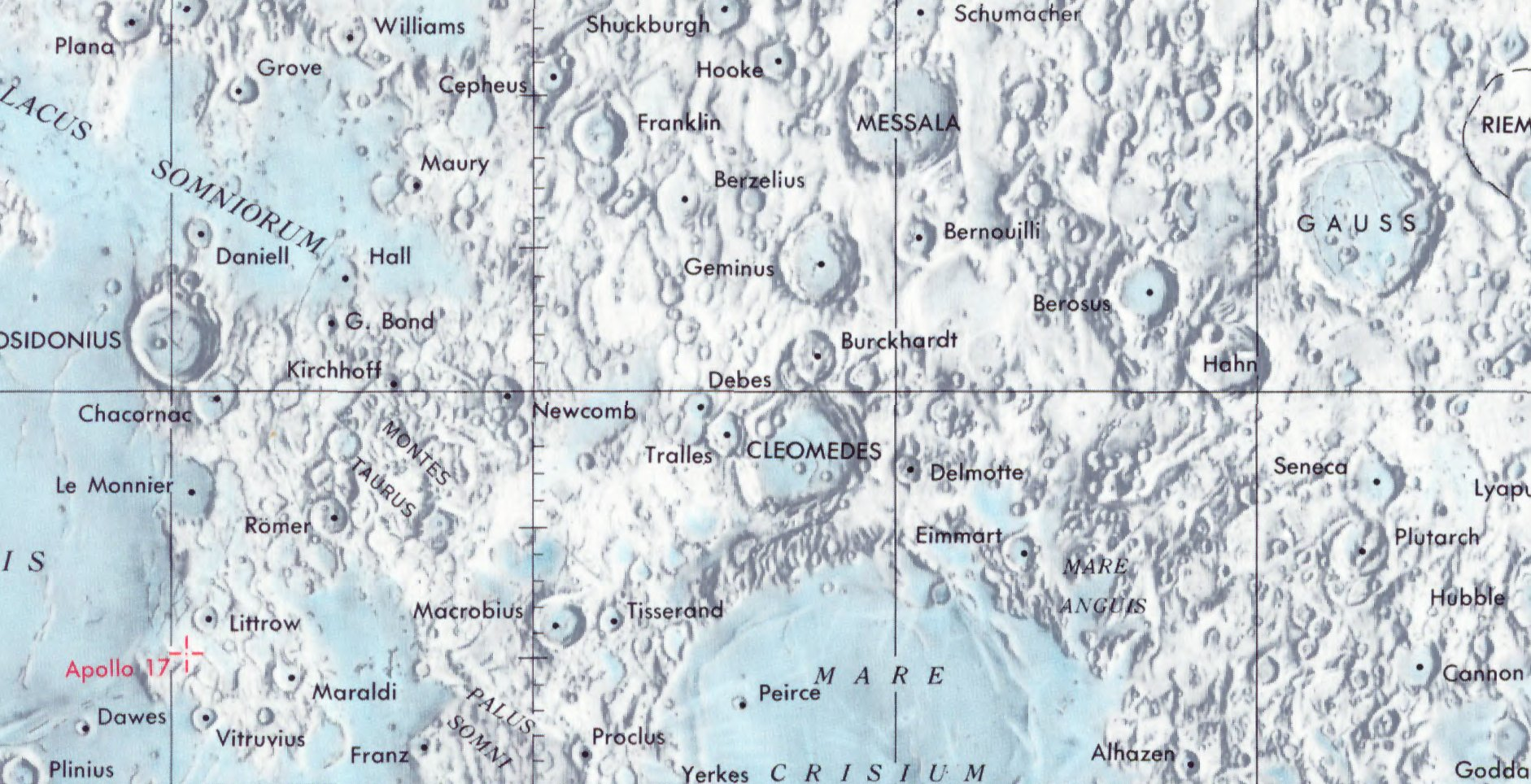
Localització de Burckhardt (centre de la imatge)
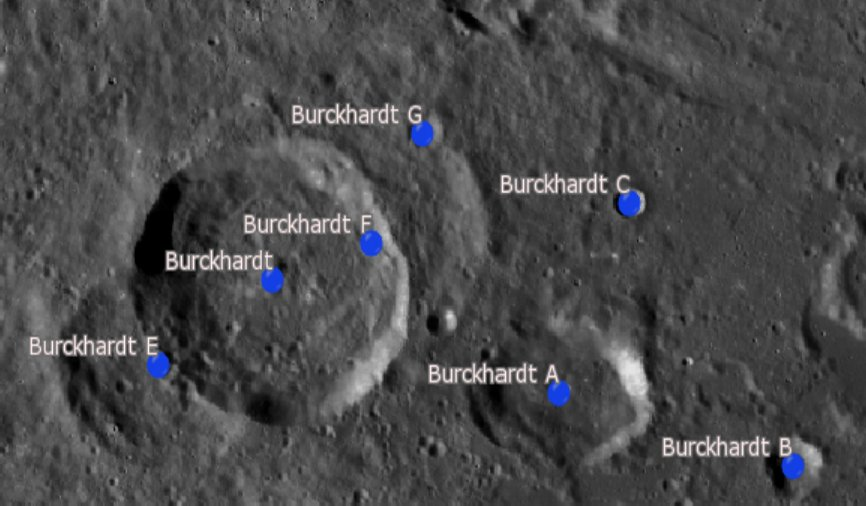
Cràters satèl·lit

Burckhardt es troba entre dos cràters una mica més petits situats en costats oposats, produint una formació de triple cràter. Burckhardt I es va recobrir parcialment pel quadrant sud-oest de Burckhardt, mentre que Burckhardt F es va recobrir pel quadrant nord-oest. La vora de Burckhardt és generalment circular però una mica irregular en la seva forma.

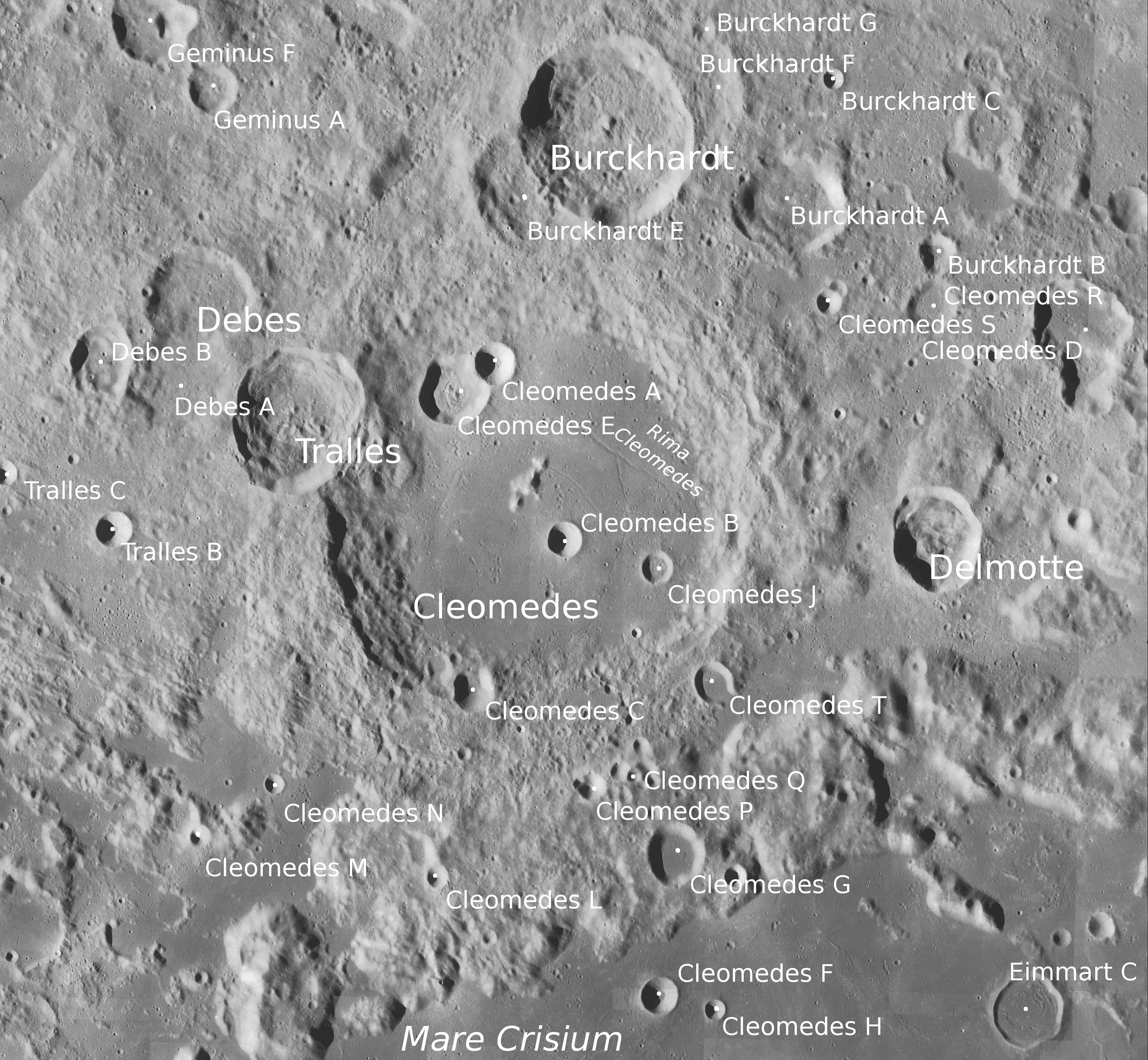
Rodalies de Burckhardt
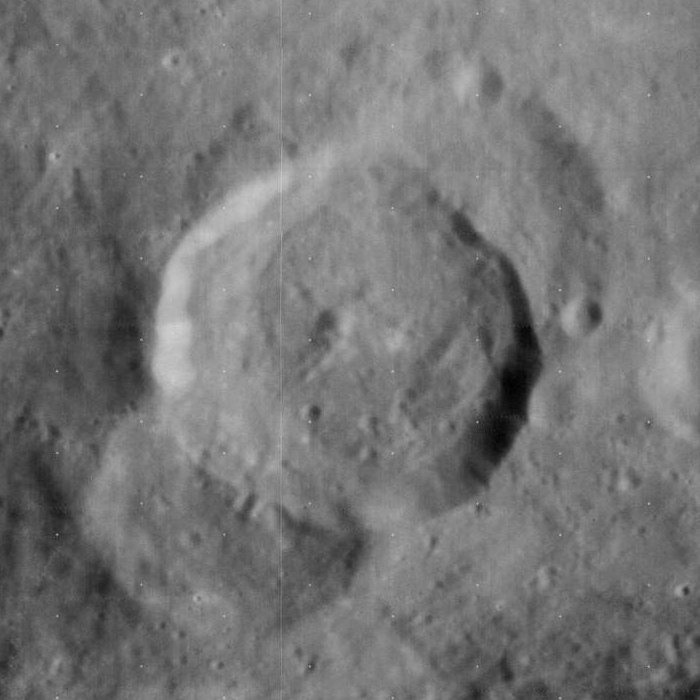
Imatge de la missió LRO 4

Hi ha una elevació en el centre, a prop del punt mig del fons del cràter.

## Cràters satèl·lit
Per convenció aquests elements són identificats en els mapes lunars posant la lletra en el costat del punt central del cràter que està més proper a X.
| Burckhardt | Coordenades                          | Diàmetre |
| ---------- | ------------------------------------ | -------- |
| A          | 30° 30′ N, 58° 48′ E / 30.5°N,58.8°E | 28 km    |
| B          | 29° 54′ N, 60° 06′ E / 29.9°N,60.1°E | 11 km    |
| C          | 31° 36′ N, 59° 00′ E / 31.6°N,59.0°E | 6 km     |
| E          | 30° 36′ N, 55° 42′ E / 30.6°N,55.7°E | 39 km    |
| F          | 31° 24′ N, 57° 12′ E / 31.4°N,57.2°E | 43 km    |
| G          | 32° 06′ N, 57° 30′ E / 32.1°N,57.5°E | 7 km     |